# Colorado Buffaloes (Footballteam)
Die Colorado Buffaloes repräsentieren die University of Colorado Boulder im College-Football auf der Ebene der NCAA Division I Football Bowl Subdivision. Das Team wird 2024 nach 13 Saisons in der Pac-12 Conference zur Big 12 Conference zurückkehren. Die Buffaloes waren Gründungsmitglieder der Big 12 und davor Mitglieder der Big Eight Conference. Die Buffaloes spielen seit 1924 ihre Heimspiele im Folsom Field. Die Bilanz der Buffaloes liegt bei 710–515–36 (57,7 % Siegquote). Colorado gewann 1990 ihre erste und bisher einzige National Championship im College Football. Das Football-Team belegt den 23. Platz in der Anzahl der Siege aller Zeiten und den 30. Platz in der Gewinnquote aller Zeiten.

## Geschichte
In der mehr als 125-jährigen Geschichte hat der Football in Colorado großen Erfolg in Wettbewerben erlangt. Die Buffaloes haben in zahlreichen Bowl-Spielen (28 Auftritte in Bowl-Spielen (12–16), Platz 36) gespielt und 27 Conferencemeisterschaften, 5 Divisionsmeisterschaften und eine nationale Meisterschaft gewonnen.
Folsom Field wurde 1924 erbaut und seitdem hat Colorado eine Bilanz von 308–169–14 in Heimspielen. Das Spiel am 12. September 2015 gegen Massachusetts war das 1.200ste Footballspiel der Universität.

### Conferencezugehörigkeiten
- Unabhängig (1890–1892, 1905)
- Colorado Football Association (1893–1904, 1906–1908)
- Colorado Faculty Athletic Conference (1909)
- Rocky Mountain Faculty Athletic Conference (1910–1937)
- Mountain States Conference (1938–1947)
- Big Eight Conference (1948–1995)
- Big 12 Conference (1996–2010)
- Pac-12 Conference (2011–2023)
- Big 12 Conference (2024–)

## Meisterschaften

### Nationale Meisterschaften
Colorado hat eine nationale Meisterschaft in seiner Geschichte gewonnen.
| Saison | Head Coach     | Wähler | Bilanz | Bowl   | Ergebnis |
| 1990   | Bill McCartney | AP, Billingsley, DeVold, FACT, FB News, Football Research, Football Writers Association of America, Matthews Grid Ratings, National Championship Foundation, National Football Foundation, Sporting News, USA/CNN | 11-1-1 | Orange | 10-9     |

#### Saison 1990
Colorado gewann seine erste nationale Meisterschaft 1990 unter Head Coach Bill McCartney, der das Team von 1982 bis 1994 leitete. Der nationale Titel wurde mit Georgia Tech geteilt, die die Trainerimfrage von United Press International gewann, während Colorado die Umfragen von Associated Press und Football Writers Association of America gewann. Die größten Argumente gegen Colorado waren zum einen, dass sie eine Niederlage und ein Unentschieden hatten, während Georgia Tech ein Unentschieden und keine Niederlage hatte und zum anderen Colorados „unfairer“ Sieg im Fifth Down Game gegen Missouri. Eine weitere große Kontroverse war der Sieg von Colorado im Orange Bowl gegen Notre Dame, den Colorado zum Teil aufgrund eines umstrittenen Clipping-Calls gewann, der einen Touchdown von Notre Dame zurücknahm. Das Hauptargument für Colorado war, dass sie einen schwierigeren Spielplan hatten als Georgia Tech. Colorado krönte die Saison mit einem 10:9-Sieg gegen Notre Dame im Orange Bowl, einer Revanche des Orange Bowl-Spiels der Saison 1989, das Notre Dame mit 21:6 gewann. Colorados Unentschieden kam gegen Tennessee, die in der ersten Woche der Saison auf Platz 8 standen, als Colorado auf Platz 5 stand. Eine Woche später kam es zu Colorados einziger Niederlage der Saison, mit einem 23:22 gegen Illinois. Sie beendeten die Saison das zweite Mal in Folge mit einer Bilanz von 7-0 in der Big Eight Conference. Sie beendeten die Saison mit einem Sieg gegen Notre Dame, die bis zu einer Niederlage in ihrem vorletzten Spiel der regulären Saison die Nummer 1 waren.

### Conference Meisterschaften
Colorado hat in der über ein Jahrhundert andauernden College-Football-Geschichte, die sich über fünf Konferenzen streckt 28 Conference Meisterschaften gewonnen.
| Jahr  | Conference                         | Head Coach       | Gesamtbilanz | Conferencebilanz |
| ----- | ---------------------------------- | ---------------- | ------------ | ---------------- |
| 1894  | Colorado Football Association      | Harry Heller     | 8–1          | 5–0              |
| 1895  | Colorado Football Association      | Fred Folsom      | 5–1          | 3–0              |
| 1896  | Colorado Football Association      | Fred Folsom      | 5–0          | 2–0              |
| 1897  | Colorado Football Association      | Fred Folsom      | 7–1          | 2–0              |
| 1901  | Colorado Football Association      | Fred Folsom      | 5–1–1        | 2–0              |
| 1902  | Colorado Football Association      | Fred Folsom      | 5–1          | 4–0              |
| 1903  | Colorado Football Association      | Dave Cropp       | 8–2          | 4–0              |
| 1908† | Colorado Football Association      | Fred Folsom      | 5–2          | 3–1              |
| 1909  | Rocky Mountain Athletic Conference | Fred Folsom      | 6–0          | 3–0              |
| 1910  | Rocky Mountain Athletic Conference | Fred Folsom      | 6–0          | 3–0              |
| 1911  | Rocky Mountain Athletic Conference | Fred Folsom      | 6–0          | 4–0              |
| 1913  | Rocky Mountain Athletic Conference | Fred Folsom      | 5–1–1        | 3–0–1            |
| 1923  | Rocky Mountain Athletic Conference | Myron E. Witham  | 9–0          | 7–0              |
| 1924  | Rocky Mountain Athletic Conference | Myron E. Witham  | 8–1–1        | 5–0–1            |
| 1934  | Rocky Mountain Athletic Conference | Bill Saunders    | 6–1–2        | 6–1              |
| 1935  | Rocky Mountain Athletic Conference | Bunny Oakes      | 5–4          | 5–1              |
| 1937  | Rocky Mountain Athletic Conference | Bunny Oakes      | 8–1          | 7–0              |
| 1939  | Mountain States Conference         | Bunny Oakes      | 5–3          | 5–1              |
| 1942  | Mountain States Conference         | James J. Yeager  | 7–2          | 5–1              |
| 1943  | Mountain States Conference         | James J. Yeager  | 5–2          | 2–0              |
| 1944  | Mountain States Conference         | Frank Potts      | 6–2          | 2–0              |
| 1961  | Big Eight Conference               | Sonny Grandelius | 9–2          | 7–0              |
| 1976† | Big Eight Conference               | Bill Mallory     | 8–4          | 5–2              |
| 1989  | Big Eight Conference               | Bill McCartney   | 11–1         | 7–0              |
| 1990  | Big Eight Conference               | Bill McCartney   | 11–1–1       | 7–0              |
| 1991† | Big Eight Conference               | Bill McCartney   | 8–3–1        | 6–0–1            |
| 2001  | Big 12 Conference                  | Gary Barnett     | 10–3         | 7–1              |

† Co-Meisterschaften

### Divisions Meisterschaften
| Jahr  | Division     | Head Coach     | Gegner     | Ergebnis |
| ----- | ------------ | -------------- | ---------- | -------- |
| 2001† | Big 12 North | Gary Barnett   | Texas      | W 39–37  |
| 2002  | Big 12 North | Gary Barnett   | Oklahoma   | L 7–29   |
| 2004† | Big 12 North | Gary Barnett   | Oklahoma   | L 3–42   |
| 2005  | Big 12 North | Gary Barnett   | Texas      | L 3–70   |
| 2016  | Pac-12 South | Mike MacIntyre | Washington | L 10–41  |

## Head Coaches
in den über 125 Spielzeiten der Buffaloes haben zwülf Trainer das Team zu Bowl-Spielen geführt: Bunny Oakes, Dallas Ward, Bud Davis, Eddie Crowder, Bill Mallory, Bill McCartney, Rick Neuheisel, Gary Barnett, Dan Hawkins, Mike MacIntyre, Karl Dorrell und Deion Sanders. Zehn Trainer haben mit den Buffaloes Conferencemeisterschaften gewonnen: Fred Folsom, Myron Witham, William Saunders, Oakes, Jim Yeager, Sonny Grandelius, Mallory, McCartney und Barnett. Die Buffaloes gewannen 1990 die nationale Meisterschaft und haben insgesamt 28 Conferencemeisterschaften gewonnen. McCartney ist Spitzenreiter in der Anzahl der trainierten Spiele mit 153, Gesamtsiege mit 93 und Conferencesiege mit 58. Folsom hatte die längste Amtszeit als Cheftrainer und blieb 15 Spielzeiten in dieser Position. Harry Heller und Willis Keinholtz teilen sich den Spitzenplatz mit der höchsten Gesamtsiegquote. Beide waren eine einzelne Saison im Amt und gewannen je acht der neun Spiele mit einer Gewinnquote von 88,9 %. Von den Trainern, die mehr als eine Saison im Amt waren, führt Folsom mit einer Gewinnquote von 76,5 %. Davis ist gemessen an der Gesamtsiegquote mit 20 % der schlechteste Trainer, den die Buffaloes hatten. Kein Trainer aus Colorado wurde in die College Football Hall of Fame aufgenommen, obwohl McCartney 1996 in die Orange Bowl Hall of Fame aufgenommen wurde.
Der nächste Trainer, Mike MacIntyre, wurde am 10. Dezember 2012 eingestellt. MacIntyre hat in vier Saisons in Colorado eine 20-29-Bilanz aufgestellt. Im Jahr 2016 führte MacIntyre Colorado zu einer 10-2 Bilanz in der Regularseason und damit zum Pac-12-Meisterschaftsspiel. Es war die erste Gewinnsaison für Colorado seit 2005 und beendete eine 10-jährige Serie von einer Siegquote unter 50 %. 2016 war zudem die beste Saison für die Buffaloes seit 2001. Außerdem war es das erste Mal seit dem Big 12 Championship Game 2005, dass sie in einem Conference-Meisterschaftsspiel spielten. Mike MacIntyre wurde von der Walter Camp Foundation zum Walter Camp Trainer des Jahres 2016 ernannt, dem zweiten Fußballtrainer aus Colorado, der diese Auszeichnung erhielt (Bill McCartney, 1989). MacIntyre wurde außerdem als  Pac-12 Trainer des Jahres 2016, American Football Coaches Association's Trainer des Jahres und Comeback Trainer des Jahres, Associated Press Trainer des Jahres, und Eddie Robinson Trainer des Jahres der Football Writers Association of America ausgezeichnet.

## Bowl-Spiele
Colorado hat an 31 Bowl-Spielen teilgenommen. Die Buffaloes haben eine Bilanz von 12–19.
| Jahr | Head Coach       | Bowl             | Gegner         | Ergebnis     | Zuschauer | Sender  |
| ---- | ---------------- | ---------------- | -------------- | ------------ | --------- | ------- |
| 1937 | Bunny Oakes      | Cotton           | Rice           | L 14–28      | 35,000    | –       |
| 1956 | Dallas Ward      | Orange           | Clemson        | W 27–21      | 72,552    | NBC     |
| 1961 | Sonny Grandelius | Orange           | LSU            | L 7–25       | 62,391    | NBC     |
| 1967 | Eddie Crowder    | Bluebonnet       | Miami (FL)     | W 31–21      | 30,156    | ABC     |
| 1969 | Eddie Crowder    | Liberty          | Alabama        | W 47–33      | 50,144    | ABC     |
| 1970 | Eddie Crowder    | Liberty          | Tulane         | L 3–17       | 44,500    | ABC     |
| 1971 | Eddie Crowder    | Astro-Bluebonnet | Houston        | W 29–17      | 54,720    | ABC     |
| 1972 | Eddie Crowder    | Gator            | Auburn         | L 3–24       | 71,114    | ABC     |
| 1975 | Bill Mallory     | Astro-Bluebonnet | Texas          | L 21–38      | 52,728    | ABC     |
| 1976 | Bill Mallory     | Orange           | Ohio State     | L 10–27      | 65,537    | NBC     |
| 1985 | Bill McCartney   | Freedom          | Washington     | L 17–20      | 30,961    | Lorimar |
| 1986 | Bill McCartney   | Bluebonnet       | Baylor         | L 9–21       | 40,470    | Raycom  |
| 1988 | Bill McCartney   | Freedom          | Brigham Young  | L 17–20      | 35,941    | Raycom  |
| 1989 | Bill McCartney   | Orange           | Notre Dame     | L 6–21       | 81,191    | NBC     |
| 1990 | Bill McCartney   | Orange           | Notre Dame     | W 10–9       | 77,062    | NBC     |
| 1991 | Bill McCartney   | Blockbuster      | Alabama        | L 25–30      | 52,644    | CBS     |
| 1992 | Bill McCartney   | Fiesta           | Syracuse       | L 22–26      | 70,224    | NBC     |
| 1993 | Bill McCartney   | Aloha            | Fresno State   | W 41–30      | 44,009    | ABC     |
| 1994 | Bill McCartney   | Fiesta           | Notre Dame     | W 41–24      | 73,968    | NBC     |
| 1995 | Rick Neuheisel   | Cotton           | Oregon         | W 38–6       | 58,214    | CBS     |
| 1996 | Rick Neuheisel   | Holiday          | Washington     | W 33–21      | 54,749    | ESPN    |
| 1998 | Rick Neuheisel   | Aloha            | Oregon         | W 51–43      | 34,803    | ABC     |
| 1999 | Gary Barnett     | Insight.com      | Boston College | W 62–28      | 35,762    | ESPN    |
| 2001 | Gary Barnett     | Fiesta           | Oregon         | L 16–38      | 74,118    | ABC     |
| 2002 | Gary Barnett     | Alamo            | Wisconsin      | L 28–31 (OT) | 50,690    | ESPN    |
| 2004 | Gary Barnett     | Houston          | UTEP           | W 33–28      | 27,235    | ESPN    |
| 2005 | Mike Hankwitz    | Champs Sports    | Clemson        | L 10–19      | 31,470    | ESPN    |
| 2007 | Dan Hawkins      | Independence     | Alabama        | L 24–30      | 47,043    | ESPN    |
| 2016 | Mike MacIntyre   | Alamo            | Oklahoma State | L 8–38       | 59,815    | ESPN    |
| 2020 | Karl Dorrell     | Alamo            | Texas          | L 23–55      | 10,822    | ESPN    |
| 2024 | Deion Sanders    | Alamo            | BYU            | L 14–38      | 64,261    | ABC     |

## Auszeichnungen

### Heisman Trophy
| Jahr | Name              | Position | Platz im Heisman Voting | Punkte |
| ---- | ----------------- | -------- | ----------------------- | ------ |
| 1937 | Byron White       | HB       | 2.                      | 264    |
| 1961 | Joe Romig         | OG/LB    | 6.                      | 279    |
| 1969 | Bobby Anderson    | TB       | 11.                     | 100    |
| 1971 | Charlie Davis     | TB       | 16.                     | 28     |
| 1989 | Darian Hagan      | QB       | 5.                      | 242    |
| 1990 | Eric Bieniemy     | TB       | 3.                      | 798    |
| 1990 | Darian Hagan      | QB       | 17.                     | 17     |
| 1990 | Mike Pritchard    | WR       | 50.                     | 2      |
| 1991 | Darian Hagan      | QB       | 20.                     | 12     |
| 1992 | Ronnie Blackmon   | CB       | 30.                     | 4      |
| 1993 | Charles Johnson   | WR       | 15.                     | 24     |
| 1993 | Michael Westbrook | WR       | 61.                     | 1      |
| 1994 | Rashaan Salaam    | TB       | 1.                      | 743    |
| 1994 | Kordell Stewart   | QB       | 13.                     | 16     |
| 2002 | Chris Brown       | TB       | 8.                      | 48     |
| 2024 | Travis Hunter     | CB/WR    | 1.                      | 2.231  |
| 2024 | Shedeur Sanders   | QB       | 8.                      | 47     |

### Andere Auszeichnungen

#### Spieler
- Walter Camp Award[7]

Rashaan Salaam – 1994
Travis Hunter – 2024
- Dick Butkus Award[8]

Alfred Williams – 1990
Matt Russell – 1996
- Chuck Bednarik Award

Travis Hunter – 2024
- Doak Walker Award[8]

Rashaan Salaam – 1994
- Fred Biletnikoff Award

Travis Hunter – 2024
- Jim Thorpe Award[8]

Deon Figures – 1992
Chris Hudson – 1994
- John Mackey Award[9]

Daniel Graham – 2001
- Johnny Unitas Golden Arm Award

Shedeur Sanders – 2024
- Lott Impact Trophy

Travis Hunter – 2024
- Paul Hornung Award[11][12]

Travis Hunter – 2023, 2024
- Ray Guy Award[9]

Mark Mariscal – 2002
- William V. Campbell Trophy

Jim Hansen – 19921
1 Im Jahr 1992 wurde die Auszeichnung, die heute als Campbell Trophy bekannt ist, in Draddy Trophy umbenannt.

#### Trainer
- Paul „Bear“ Bryant Award

1989 Bill McCartney
- Walter Camp Coach of the Year Award

2016 Mike MacIntyre
- Dodd Trophy as Coach of the Year

2016 Mike MacIntyre
- Associated Press Coach of the Year Award

2016 Mike MacIntyre
- Home Depot Coach of the Year Award

2016 Mike MacIntyre
- FWAA/Eddie Robinson Coach of the Year Award

2016 Mike MacIntyre
- Pac-12 Conference Football Coach of the Year

2016 Mike MacIntyre

### College Football Hall of Fame
| Byron White     | 1952 | [ 13 ] |
| Joe Romig       | 1984 | [ 14 ] |
| Dick Anderson   | 1993 | [ 15 ] |
| Bobby Anderson  | 2006 | [ 16 ] |
| Alfred Williams | 2010 | [ 17 ] |
| John Wooten     | 2012 | [ 18 ] |
| Bill McCartney  | 2013 | [ 19 ] |